# Parasarcophaga assamensis
Parasarcophaga assamensis är en tvåvingeart som beskrevs av Nandi och Ray 1982. Parasarcophaga assamensis ingår i släktet Parasarcophaga och familjen köttflugor. Inga underarter finns listade i Catalogue of Life.